# Othmarsingen
Othmarsingen és un municipi del cantó d'Argòvia (Suïssa), situat al districte de Lenzburg. El 2023 tenia 3.155 habitants.